# 야마하시촌
야마하시촌(山橋村)은 후쿠시마현 이시카와군에 있었던 촌이다. 1955년 3월 31일 야마하시촌 및 이시카와정, 사와다촌, 노기사와촌, 보하타촌, 나카타니촌 등 6개 정·촌이 합병하여 이시카와정이 새롭게 설치되고 폐지되었다.

## 지리
현재의 이시카와정 남부에 해당한다.

## 역사
- 1889년 4월 1일 - 정촌제 시행에 의해야마가타촌, 이타하시촌, 미나미야마가타촌, 기타야마가타촌이 합병해 야마시라이시촌이 합병해 이시카와군 야마하시촌이 성립하였다.
- 1893년 2월 3일 - 야마하시촌의 일부가 분립해 야마시라이시촌이 성립하였다.
- 1955년 3월 31일 - 야마하시촌 및 이시카와정, 사와다촌, 노기사와촌, 보하타촌, 나카타니촌 등 6개 정·촌이 합병하여 이시카와정이 새롭게 설치되고, 야마하시촌 등은 폐지되었다.

## 인구
- 1889년 2,659
- 1920년 2,525
- 1947년 2,715

## 교통

### 도로
- 2급 국도
  - 국도 118호선

## 참고 문헌
- 角川日本地名大辞典編纂委員会『角川日本地名大辞典 7 福島県』、角川書店、1981年 ISBN 4-04-001070-1
- 日本加除出版株式会社編集部『全国市町村名変遷総覧』、日本加除出版、2006年、ISBN 4-8178-1318-0